# Polizza di carico
La polizza di carico (in inglese Bill of Lading, abbreviato B/L) è un documento "rappresentativo" di merce caricata su una determinata nave (ship/vessel) in forza di un contratto di nolo marittimo o di un contratto di trasporto.
Il termine rappresentativo significa che il (legittimo) possessore del documento ha diritto di farsi consegnare la merce all'arrivo.
È solitamente un documento "all'ordine" che si trasferisce mediante girata "endorsement" (proprio come un assegno).
Questa caratteristica consente di trasferire una o più volte la proprietà della merce durante il viaggio e fino all'arrivo a destinazione.
La polizza di carico deve indicare:
- il caricatore (shipper)
- il nome della nave
- il porto d'imbarco (loading port)
- il porto di sbarco (unloading port)
- la data prevista di partenza (sailing date)
- il nome e la firma del vettore (carrier)
- la descrizione della merce così come indicata dal caricatore (clausola "said to contain"), il suo valore e le condizioni di resa secondo l'Incoterms (FAS, FOB, CFR, CIF, ...).
- l'annotazione di merce "a bordo" (on board) datata e firmata dal capitano (master) della nave.

Quest'ultima annotazione è particolarmente importante perché senza di essa il documento rimane una semplice ricevuta e non acquista la caratteristica di rappresentativo di merce liberamente trasferibile (negoziabile).
Per le ragioni più sotto specificate la B/L deve inoltre indicare il numero degli originali emessi.
La B/L deve inoltre essere "pulita" (clean), non contenere cioè indicazioni pregiudiziali per lo stato della merce ed il suo trasporto come ad esempio: contenitori o imballaggi usati o danneggiati, presenza di ruggine o inquinanti, sigilli rotti, caricamento sopra coperta (on deck), ecc.
Infine la B/L liberamente negoziabile non deve:
- essere stata emessa in forza di un contratto di spedizione (charter party) ma solo di un contratto di trasporto "port to port"
- essere emessa da uno spedizioniere (forwarding agent) a meno che lo stesso non operi anche in qualità di vettore (as carrier).

Allo scopo di evitare che un eventuale smarrimento del documento causi l'impossibilità di consegna della merce nel porto di arrivo la B/L viene emessa in più originali (solitamente tre) ad un unico effetto: una volta utilizzato un originale i restanti sono privi di efficacia.
Chi vuole essere certo di vedersi consegnare la merce deve quindi avere in mano il "giro completo" (full set) della B/L.